# The Best of N.W.A: The Strength of Street Knowledge
The Best of N.W.A: The Strength of Street Knowledge är ett samlingsalbum av hiphopgruppen N.W.A, släppt 26 december 2006. På albumet finns några av gruppens största hits och remixer. Det finns även en Deluxe 20th Anniversary Edition med en bonus DVD.
Namnet är en referens till introt för "Straight Outta Compton".

## Låtlista
| Nr           | Titel                                                    | Längd   |
| ------------ | -------------------------------------------------------- | ------- |
| 1.           | "Straight Outta Compton" (digital remaster 2002)         | 4:15    |
| 2.           | "Appetite for Destruction"                               | 3:08    |
| 3.           | "Dope Man"                                               | 6:15    |
| 4.           | "Fuck tha Police" (digital remaster 2006)                | 5:14    |
| 5.           | "Real Niggaz"                                            | 4:27    |
| 6.           | "8-Ball"                                                 | 4:15    |
| 7.           | "Express Yourself"                                       | 4:22    |
| 8.           | "Alwayz into Somethin'" (digital remaster 2000)          | 4:24    |
| 9.           | "A Bitch Iz a Bitch"                                     | 3:06    |
| 10.          | "Gangsta Gangsta" (digital remaster 2002)                | 5:26    |
| 11.          | "100 Miles and Runnin'"                                  | 4:29    |
| 12.          | "Boyz-n-the-Hood"                                        | 5:37    |
| 13.          | "Real Niggaz Don't Die"                                  | 3:38    |
| 14.          | "Compton's in the House" (Remix) (digital remaster 2002) | 5:15    |
| 15.          | "Approach to Danger"                                     | 2:45    |
| 16.          | "Chin Check" (feat. Snoop Dogg)                          | 3:41    |
| 17.          | "If It Ain't Ruff" (digital remaster 2002)               | 3:33    |
| Total längd: | Total längd:                                             | 1:07:25 |